# Еколошка такса
Еколошка такса (или еко-порез је скраћеница од еколошког опорезивања) је порез који се обрачунава за активности које се сматрају штетним по животну средину и намењен је промоцији еколошки прихватљивих активности путем економских подстицаја. Таква политика може допунити или отклонити потребу за регулаторним ( командним и контролним ) приступима. Предлог политике еколошке таксе често може покушати да одржи укупни порески приход пропорционалним смањењем осталих пореза (нпр. Пореза на људски рад и обновљиве ресурсе); такви предлози познати су као зелени порески помак ка еколошком опорезивању. Еколошке таксе се баве неуспехом слободних тржишта да узму у обзир утицаје на животну средину.
Еколошке таксе су примери пореза из Пиговских пореза, који су "порези који покушавају да укључене приватне стране осете социјални терет својих поступака". Пример би могао бити филозоф Thomas Pogge, који је предложио Global resources dividend.

## Порези који су под утицајем
Примери пореза који би могли да буду смањени или елиминисани зеленом променом пореза су:
- Порез на зараде, приходе и, у мањој мери, порез на промет.
- Порез на добит (порез на инвестиције и предузетништво).
- Порез на имовину на зграде и другу инфраструктуру.

Примери еколошке таксе који се могу применити или повећати су:
- Порез на угљеник на употребу фосилних горива произведеним стакленичким гасовима. Порез на старе угљоводонике не кажњава производњу стакленичких гасова (GHG).
- Царине на увозну робу која садржи значајан нееколошки унос енергије (до нивоа неопходног за лечење прилично локалних произвођача)
- Отпремнине на вађење минерала, енергије и шумских производа.
- Накнаде за камповање, планинарење, риболов и лов и пратећу опрему.
- Специфични порези на технологије и производе који су повезани са значајним негативним екстерналијама .
- Порез на одлагање отпада и накнаде за повраћај.
- Управљање порезима на отпадне воде, загађење и други опасни отпад .
- Порез на вредност локације на непобољшану вредност земљишта.

## Економски оквири и стратегије који користе пребацивање пореза
Циљ зеленог пореског помака је често примена "рачуноводства пуних трошкова" или "рачуноводство истинских трошкова", користећи фискалну политику за интернализацију екстерналија које искривљују тржиште, што доводи до одрживог стварања богатства. Шире мере потребне за ово такође се понекад називају еколошком фискалном реформом, посебно у Канади  где је влада генерално користила ову терминологију. У неким земљама назив је еко-социјална тржишна економија.
Пребацивање пореза обично укључује уравнотежавање нивоа опорезивања како би влада била неутрална по приходу и како би се одржала укупна прогресивност. Такође обично укључује мере за заштиту најугроженијих, као што је повећање минималног дохотка за пријављивање пореза на доходак или повећање нивоа пензија и социјалне помоћи како би се надокнадили повећани трошкови потрошње горива.
Основна економска теорија препознаје постојање екстерналија и њихове потенцијалне негативне ефекте. У мери у којој зелени порези исправљају екстерналије попут загађења, они одговарају главној економској теорији. Међутим, у пракси је постављање тачног нивоа опорезивања или система наплате пореза који су потребни за то тешко и може довести до даљих искривљења или нежељених последица .
Порези на потрошњу могу имати приступ "накнаде" који заговара Амори Ловинс, у којем се додатне накнаде за мање одрживе производе - попут спортских теретних возила - удружују како би се финансирале субвенције за одрживије алтернативе, као што су хибридна електрична возила.
Међутим, они могу једноставно деловати као подстицај за промену навика и капиталне инвестиције у новија ефикаснија возила или уређаје или за надоградњу зграда. На пример, мале промене у стопама пореза на добит могу радикално променити поврат улагања у капиталне пројекте, посебно ако се узму у обзир избегнути трошкови будуће употребе фосилних горива.
Иста логика важи и за велике куповине потрошача. На пример, "зелена хипотека", попут хипотеке са ефикасном локацијом, препознаје да особе које не возе аутомобиле и живе углавном енергетски ефикасне стилове живота месечно плаћају много мање од осталих и сходно томе морају више да плате више хипотекарне рачуне. То оправдава да им се позајмљује много више новца за надоградњу куће како би укупно користили још мање енергије. Резултат је то што банка узима месечно више од прихода потрошача, јер комуналне компаније и осигуравајућа друштва узимају мање, а стамбени фонд надограђен тако да користи минималну енергију изводљиву тренутном технологијом.
Поред енергије, преуређења ће углавном бити она која ће бити максимално прилагођена раду на даљину, пермакултурним вртовима (на пример зелени кровови ) и начину живота који је углавном локализован у заједници, а не на основу путовања на посао. Последњи, посебно, ствара стварне државне процене не само за суседство већ и за цео регион у окружењу. Потрошачи који живе одрживим стилом живота у надограђеним кућама углавном неће бити вољни да се возе бесциљно у куповину, на пример, да би уштедели неколико долара на својој куповини. Уместо тога, остаће ближе кући и отварати радна места у испоруци намирница и малим органским пиљарама, трошећи знатно мање новца на бензин и трошкове рада аутомобила, чак и ако храну плаћају више.

## Прогресивно или регресивно?
Неки предлози зелене пореске смене критиковани су као фискално регресивни (порез са просечном пореском стопом који се смањује како се повећава приход пореског обвезника). Опорезивање негативних екстерналија обично подразумева оптерећење потрошње, а будући да сиромашни троше више, а мање штеде или улажу као део свог дохотка, тако да сваки прелазак на порез на потрошњу може бити регресиван. 2004. године истраживање Института за политичке студије и фондације Joseph Rowntree показало је да би паушални порези на домаће смеће, енергију, воду и употребу транспорта имали релативно већи утицај на сиромашнија домаћинства.
Међутим, конвенционални регулаторни приступи могу утицати на цене на приближно исти начин, док им недостаје потенцијал за рециклирање прихода од пореза. Штавише, тачна процена дистрибутивног утицаја било ког пореског померања захтева анализу специфичних карактеристика дизајна инструмента. На пример, порески приходи могу се прерасподелити по глави становника као део шеме основног дохотка; у овом случају, најсиромашнији би стекли оно што просечни грађанин плаћа као еко порез, умањен за властити мали допринос (без аутомобила, малог стана,. . . ). Овај дизајн би био изузетно прогресиван. Алтернативно, еколошка такса може имати „спасоносни“ дизајн, у коме се умерени нивои потрошње релативно ниско цене (чак и нула, у случају воде), а виши нивои потрошње цене по вишој стопи. Поред тога, пакет еколошких пореза може укључивати рециклирање прихода како би се смањила или елиминисала било каква регресивност; повећање еколошке таксе могло би бити више него надокнађено смањењем (регресивног) платног списка или пореза на потрошњу. Неки заговорници тврде да је друга корист повећаног запослења или нижих трошкова здравствене заштите како се тржиште и друштво прилагођавају новој фискалној политици (ове тврдње, као и код тврдње да "смањењем пореза стварају радна места", често је тешко доказати или оповргнути чак и након чињеница).
Даље, сиромашни често оштрије осећају загађење и друге облике штете по животну средину, који се не могу „откупити“ као рецептори загађења ваздуха, загађења воде итд. Такви губици, иако екстерни, имају стварни утицај на економско благостање. Тако смањењем штете по животну средину такви инструменти имају прогресиван ефекат.

## Усвојене политике Еколошке таксе
Еколошка такса је донесена у Немачкој помоћу три закона 1998, 1999 и 2002. Прва је увела порез на електричну енергију и нафту, по променљивим стопама на основу еколошких разлога; обновљиви извори електричне енергије нису били опорезовани. Други је прилагодио порез у корист ефикасних конвенционалних електрана. Трећа је повећала порез на нафту. Истовремено су порези на доходак пропорционално смањени тако да је укупан порески терет остао константан.
Регионална влада Балеарских острва (коју је тада држала екосоцијалистичка коалиција) успоставила је еколошку таксу 1999. године. Балеарско острво трпи снажан људски притисак од туризма, који истовремено пружа главни извор прихода. Порез (1,00 € по особи дневно) плаћали би посетиоци који бораве у туристичким одмаралиштима. Конзервативна опозиција је то критиковала као супротно пословним интересима, а порез су укинули 2003. године након повратка владе.
Разне еколошке порезе (често називане „порезима на отпремнине“) увеле су разне државе у Сједињеним Државама. Врховни суд Сједињених Држава одржао је у Commonwealth Edison Co. v. Монтана, 453 U.S. 609 (1981), да у одсуству супротног савезног закона државе могу постављати еколошке порезе колико год желе, без кршења трговачке клаузуле или клаузуле о превласти устава Сједињених Држава.

### Порез на регистрацију
Холандија, Португалија, Канада, Шпанија и Финска увеле су диференцијацију у својим порезима на регистрацију аутомобила како би подстакле купце аутомобила да се одлуче за најчистије моделе аутомобила.
У Холандији нови порези за регистрацију, који се плаћају када се аутомобил прода првом купцу, могу власнику хибрида донети попуст до 6000 евра. Шпанија је смањила порез за аутомобиле који су производили мање CO2 (од којих ће неки бити изузети), док су они који троше више, попут SUV-а (теренски аутомобила) и 4WD-а, плаћати порез.
Аустрија већ неколико година има порез на регистрацију на основу потрошње горива.

## Примена широм света

### Велика Британија
Конзервативна влада је 1993. године увела ескалатор цена горива, који укључује мали, али стални пораст пореза на гориво, као што су предложили Weizsäcker and Jesinghaus 1992. FPE  је заустављен 2000. године, након државних протеста; док је гориво било релативно јефтино 1993. године, цене горива тада су биле међу највишим у Европи. Према лабуристичкој влади 2007, упркос супротном обећању Гордона Бровна, зелени порези као проценат укупних пореза у ствари су пали са 9,4% на 7,7%, према прорачунима Пријатеља Земље.
У предлогу из 2006. године, тадашњи британски секретар за животну средину Давид Милибанд имао је владу у дискусијама о употреби различитих зелених пореза за смањење загађења које се мењају у клими . Од предложених пореза, који су требали да буду неутрални према приходима, Милибанд је изјавио: „Они у основи нису ту да би повећавали приход“.
Милибанд је пружио додатне коментаре о њиховим потребама, рекавши: „Промена понашања људи постиже се само„ тржишним снагама и ценовним сигналима “, и „ Како се наше разумевање климатских промена повећава, очигледно је да треба учинити још много тога.“ 

### Украјина
Почевши од 1999. године, украјинска влада убирала је еколошку таксу, службено познату као Накнада за загађивање животне средине (укр. Збір за забруднення навколишнього природного середовища), која се прикупља од свих загађивача, било да се ради о једнократном или трајном загађивању, без обзира да ли је загађивачки акт у то време био законит или незаконит.

### Индија
Министарство животне средине и шума, Влада Индије, затражило је од Економске школе Мадрас у Ченају да 2001. године спроведе студију о порезима на загађујуће улазе и излазе. Raja Chelliah, Paul Appasamy, U.Sankar и Rita Pandey (Academic Foundation, 2007, Њу Делхи) препоручили су еколошке таксе на угаљ, аутомобиле, хлор, фосфатне детерџенте, хемијске пестициде, хемијска ђубрива, оловне киселинске батерије и пластику. Министар финансија је 2010. године увео угаљ по стопи од 50 динара по тони.

### Француска
Француска влада поделила је своје намере да успостави нову накнаду за авионске карте у циљу финансирања еколошки прихватљивих алтернатива, попут еколошки прихватљиве транспортне инфраструктуре, укључујући железницу. Предложени порез кретао би се између 1,50 евра (1,7 долара) и 18 евра (20 долара) и примењивао би се на већину летова који полазе у Француској. Француска влада очекује да ће нови порез прикупити преко 180 милиона евра (200 милиона долара) од 2020.